# 向井苑生
向井 苑生（むかい そのよ、1946年1月12日 - ）は、日本の工学者、京都情報大学院大学教授、日本リモートセンシング学会理事・研究会会長、日本エアロゾル学会監事・常任理事、日本学術振興会専門委員、SPIE (Asia-Pacific Remote Sensing 部会委員)、GWIS (Graduate Women In Science) 日本支部委員などを務める。
専門分野は「地球大気モデルにおける放射シミュレーションと大気微粒子の地上ならびに人工衛星からのリモートセンシング」。「情報システムとデータ解析」などの科目を担当している。

## 略歴
- 1968年 京都大学理学士[3]
- 1974年 京都大学大学院博士課程修了（宇宙物理学専攻）、理学博士[3]
- 1985年 金沢工業大学・同大学院工学研究科教授[4]
- 1991年 近畿大学理工学部・同大学院総合理工学研究科教授[4]
- 2013年より京都情報大学院大学教授[4]
- IEEE会員[3]

## 著書
- 黄砂（共著） 古今書院 2009 ISBN 9784772231251
- 大気と微粒子の話－エアロゾルと地球環境（共著） 京都大学学術出版会 2008　ISBN 9784876988334
- エアロゾルの大気環境影響（共著） 京都大学学術出版会 2007 ISBN 9784876986989

## 受賞 および 獲得外部研究資金
- リモートセンシング学会論文賞受賞[3]：向井 苑生, 佐野 到 "POLDER多方向データから導出したエアロゾル特性の全球分布", 日本リモートセンシング学会誌, 20(3), 85-93,2000.　NAID:130003638618
- The Scientific Award of Excellence 2011 in the field of Earth & Planetary Science: Recognized by The American Biographical Institute.
- 科学研究費補助金：10件[4]
- 受託研究補助金：(NASDA/JAXA)4件
- 私立大学学術研究高度化推進事業 (ORC)：1件